# Mikania
 Mikania   Willd., 1803 è un genere di piante spermatofite dicotiledoni appartenenti alla famiglia delle Asteraceae (sottofamiglia Asteroideae, tribù Eupatorieae, sottotribù Mikaniinae). È anche l'unico genere della sottotribù Mikaniinae.

## Etimologia
Il nome del genere è stato dato dal botanico, farmacista e micologo tedesco Carl Ludwig Willdenow (Berlino, 22 agosto 1765 – Berlino, 10 luglio 1812), nella pubblicazione ”Species Plantarum. Editio Quarta. Berolini [Berlin]” del 1803, in onore di Josef Gottfried Mikan (1743-1814), professore all'Università di Praga.
La sottotribù è stata definita per la prima volta dai botanici Robert Merrill King (1930-2007) e Harold Ernest Robinson (1932-) nella pubblicazione  “Phytologia; Designed to Expedite Botanical. 46(7): 447 (1980)”  pubblicata a New York nel 1980.

## Descrizione
Normalmente le specie di questo genere hanno un habitus legnoso simile alla vite; in altri casi sono delle erbe (o arbusti) perenni, erette, poco ramificate e prive di rosetta basale. L'altezza di queste piante varia da 3 metri a 15 metri.

### Foglie
Le foglie normalmente sono opposte o disposte a spirale; sono da sessili a lungamente picciolate. La lamina ha un contorno da lineare a ampiamente ovato (possono essere anche palmate a 3 -7 nervi), la base è strettamente cordata; la consistenza è membranosa o coriacea; i margini sono interi o dentati o ondulati. Le superfici sono glabre o pubescenti (a volte anche tomentose).

### Infiorescenza
Le infiorescenze sono composte da capolini terminali sia sui cauli principali che quelli laterali. Possono essere sia cimose che corimbose che tirsoidi con capolini sessili o pedicellati. I capolini sono formati da un sub-involucro cilindrico composto da 4 squame (o brattee) sub-uguali e persistenti nel cui interno un ricettacolo fa da base ai fiori tutti tubulosi. Le squame sono disposte su due serie (le due copie sono disposte in modo embricato). Il ricettacolo è piatto e privo di pagliette. Diametro dell'involucro: da 1 a 4 mm.

### Fiori
I fiori sono tetra-ciclici (con quattro verticilli: calice – corolla – androceo – gineceo) e pentameri (ogni verticillo è composto da cinque elementi). Sono inoltre actinomorfi e ermafroditi. I fiori per capolino sono 4.

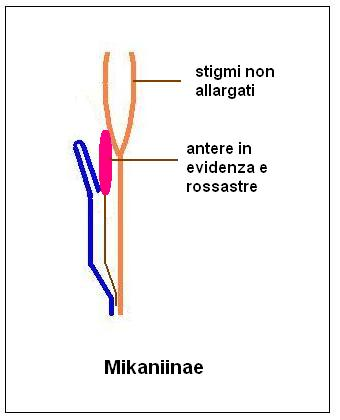
Sezione del fiore

Formula fiorale: per queste piante viene indicata la seguente formula fiorale:
* K 0/5, C (5), A (5), G (2), infero, achenio
I sepali del calice sono ridotti ad una coroncina di squame.
Le corolle hanno una forma ad imbuto o sono variamente campanulate; il colore è bianco oppure rosa. La superficie esterna può essere glabra oppure glandolosa; quella interna (in particolare nella gola o sui lobi) può essere papillosa. La forma dei lobi va da triangolare a strettamente oblunga.
L'androceo è formato da 5 stami con filamenti liberi e antere saldate in un manicotto circondante lo stilo. Le antere hanno un ampio collare e sporgono dalla gola della corolla. Le appendici apicali delle antere sono lunghe o più lunghe che larghe.
Il gineceo ha un ovario uniloculare infero formato da due carpelli. La base dello stilo spesso è priva di un nodo evidente, è glabra e qualche volta è papillosa. I bracci dello stilo (gli stigmi) sono strettamente lineari e non sono ampi all'apice; possono inoltre essere poco o tanto papillosi. Le linee stigmatiche sono marginali.

### Frutti
I frutti sono degli acheni con pappo. La forma dell'achenio è prismatica con 4 – 10; la superficie è glabra o pubescente, a volte con ghiandole punteggiate. Il carpoforo ha una forma breve-cilindrica. Il pappo è composto da numerose (da 30 a 60) setole barbate, persistenti a forma capillare con celle apicali ottuse o acute e disposte su 1 - 2 serie.

## Distribuzione e habitat
Le specie di questo genere sono in prevalenza neotropicali e alcune sono pantropicali. La distribuzione quindi è prevalentemente in America (Centrale e Meridionale): zone temperato-umide e zone tropicali (bacino dell'Amazzonia). Meno di una decina sono distribuite nelle zone tropicali del Vecchio Mondo (Africa e Asia).

## Biologia
- Impollinazione: l'impollinazione avviene tramite insetti (impollinazione entomogama).
- Riproduzione: la fecondazione avviene fondamentalmente tramite l'impollinazione dei fiori (vedi sopra).
- Dispersione: i semi cadendo a terra (dopo essere stati trasportati per alcuni metri dal vento per merito del pappo, se presente – disseminazione anemocora) sono successivamente dispersi soprattutto da insetti tipo formiche (disseminazione mirmecoria).

## Tassonomia
La famiglia di appartenenza di questo genere (Asteraceae o Compositae, nomen conservandum) è la più numerosa del mondo vegetale, comprende oltre 23000 specie distribuite su 1535 generi (22750 specie e 1530 generi secondo altre fonti). La sottofamiglia Asteroideae è una delle 12 sottofamiglie nella quale è stata suddivisa la famiglia Asteraceae, mentre Eupatorieae è una delle 21 tribù della sottofamiglia. La tribù Eupatorieae a sua volta è suddivisa in 17 sottotribù (Mikaniinae è una di queste).

### Filogenesi
Il genere si compone di circa 450 specie. I caratteri più distintivi di questo gruppo sono i capolini con quattro brattee involucrali e quattro fiori, la sporgenza degli stami dalle corolle. Da un punto di vista filogenetico il genere  Mikania, nell'ambito della tribù delle Eupatorieae occupa una posizione abbastanza basale (più primitiva) e sembra essere abbastanza vicino alle specie del genere Piqueria, con le quali ha in comune il basso numero di fiori per capolino.
Il numero cromosomico delle specie del genere varia da 2n = 32 fino a 2n = 108.

### Sinonimi
L'entità di questa voce ha avuto nel tempo diverse nomenclature. L'elenco seguente indica alcuni tra i sinonimi più frequenti:
- Morrenia Kunze
- Kanimia Gardner
- Corynanthelium Kunze
- Wikstroemia Spreng.
- Carelia Juss. ex Cav.
- Catophyllum Pohl ex Baker
- Willoughbya Neck. ex Kuntze
- Willugbaeya Neck.

## Alcune specie

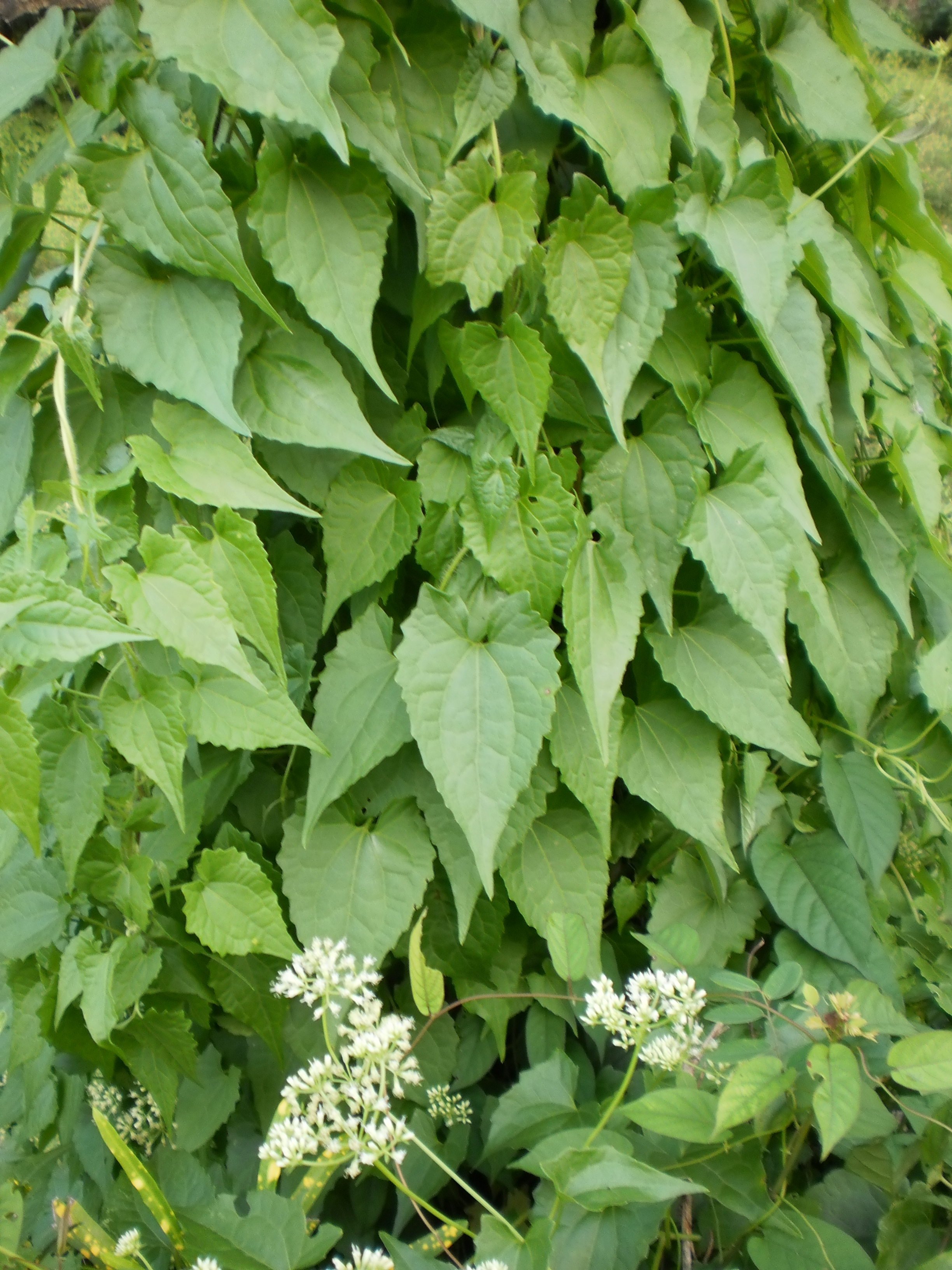
Mikania micrantha
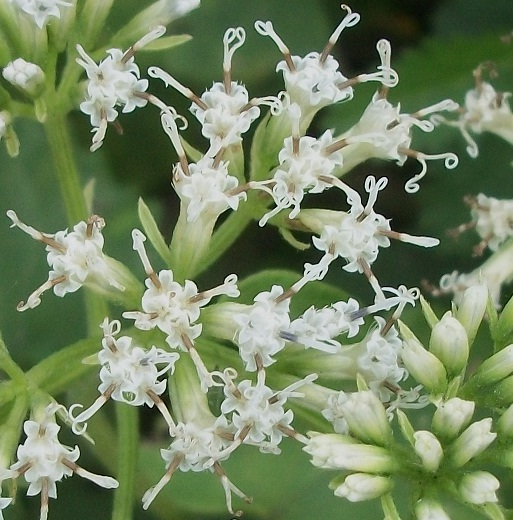
Mikania natalensis
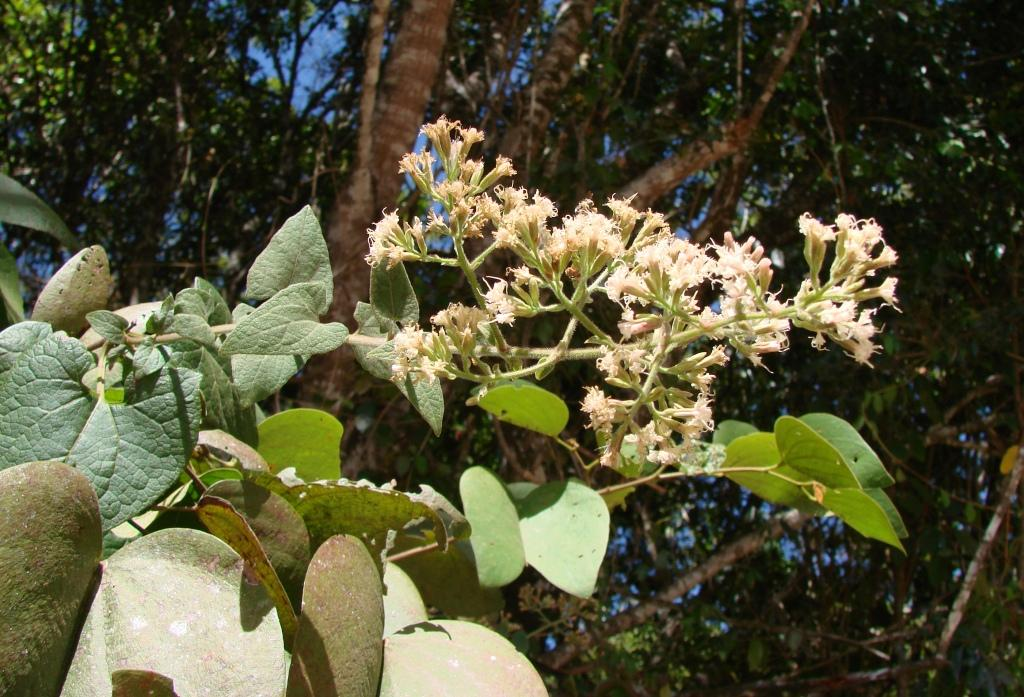
Mikania argyreiae
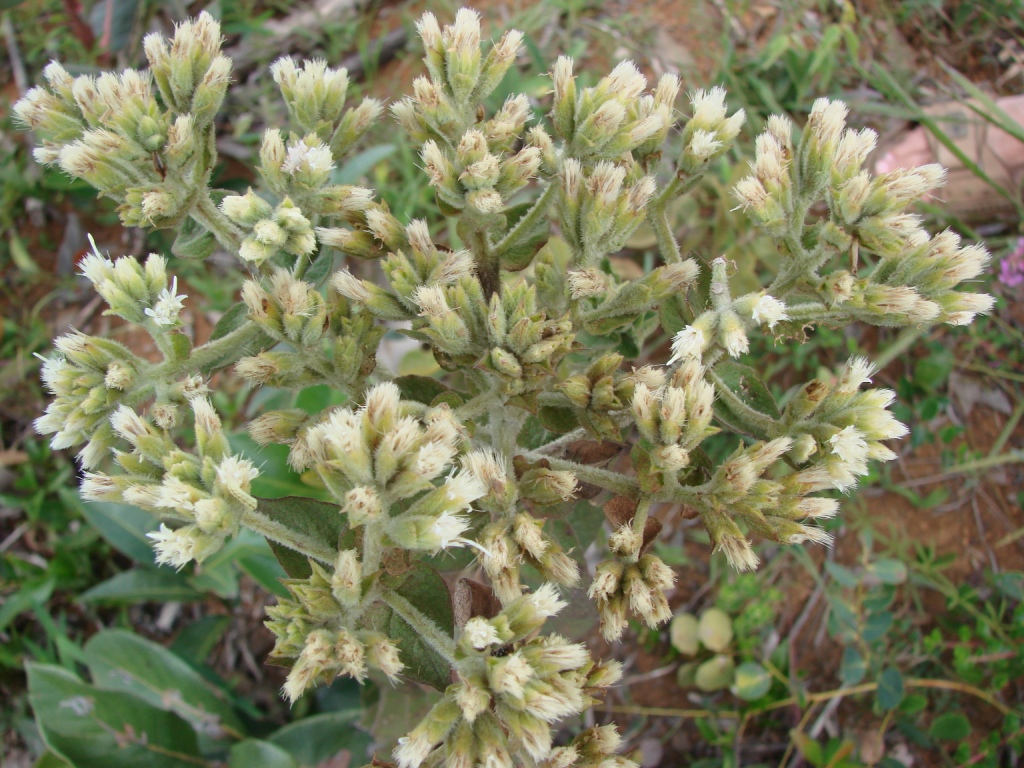
Mikania sessilifolia

## Altre notizie
Alcune specie di questo genere (Mikania micrantha) sono considerate invasive in quanto dotate di una crescita molto veloce (80 mm in 24 ore per una pianta giovane) e quindi capaci di sviluppare una considerevole biomassa in poco tempo soffocando persino alberi.